# Nemacheilus masyai
Nemacheilus masyai es una especie de peces de la familia Balitoridae en el orden de los Cypriniformes.

## Morfología
• Los machos pueden llegar alcanzar los 13,5 cm de longitud total.

## Distribución geográfica
Se encuentra al oeste de Malasia, Tailandia y las cuencas de los ríos Meklong y Chao Phraya.